# Maria Margherita Grimani
Maria Margherita Grimani (fl. 1713-1718) fou una compositora italiana activa a Viena durant alguns anys. Es tenen molt poques dades sobre la seva vida, però se sap que entre les seves composicions hi ha la primera òpera composta per una dona que es va interpretar al teatre de la cort de Viena, i és possible que visqués a la cort durant diversos períodes entre 1713 i 1718. També és possible que fos canonessa (un tipus de monja agustina) de la cort vienesa, com Caterina Benedicta Grazianini, Maria de Raschenau i Camilla de Rossi.
Les obres conegudes de Grimani són una òpera (de fet un componimento dramatico o opus dramaticum), Pallade e Marte, per a dues veus, oboès, corda i baix continu, publicat a Bolonya el 5 d'abril de 1713 i representat per primera vegada al teatre imperial per a l'aniversari de l'emperador Carles VI, el 4 de novembre de 1713.
Se sap també que els seus oratoris es representaren al teatre imperial: La visitazione di Elisabetta, interpretat el 1713 i novament en 1718, i La decollazione di S Giovanni Battista, interpretat el 1715, amb llibrets d'autor desconegut. Tots dos celebren els èxits militars de Carles contra els «infidels».
Grimani pot haver estat relacionada amb la poderosa família Grimani, potser amb Pietro Grimani, que va negociar una aliança entre Carles VI i Venècia (república de la qual Pietro en fou dux anys després) contra els turcs, el mateix any que es va presentar a la cort el Pallade e Marte de Grimani. A més el mecenes de Georg Frideric Handel i llibretista de la seva Agrippina, Vincenzo Grimani, era virrei de Nàpols en aquella època. Malgrat tot, la relació exacta de Maria amb la família Grimani no està clara.
Totes les obres de Grimani fan servir conjunts de petites dimensions: dos cantants, un parell d'instruments obbligati i baix continu, incloent-hi violoncel i tiorba, en la plena tradició del barroc.